# Pod Olszyną
Pod Olszyną – część miasta Oświęcimia, w jego południowo-zachodniej części, dawniej część Starych Stawów. Główną osią jest ulica Ceglana.
Włączona do Oświęcimia 6 października 1954 wraz ze Starymi Stawami